# Acamprosate
L’acamprosate est un médicament utilisé pour le traitement de la dépendance à l'alcool dont la formule est N-acétyle homotaurine (en), un composé organique synthétique analogue à la taurine, mais possédant un carbone supplémentaire dans sa chaine.
L'acamprosate offre une certaine efficacité chez les patients alcooliques pour qui l'abstinence peut être maintenue.  
Il est fabriqué et commercialisé aux États-Unis sous la marque Campral par Forest Laboratories, et distribué en dehors des États-Unis par Merck KGaA. Il est distribué en France sous forme d'acamprosate calcique sous la marque Aotal.

## Pharmacologie

### Pharmacodynamie
Le mode d'action du composé n'est pas totalement élucidé, mais il est démontré qu'il aide à réduire en fréquence et en intensité les risques de rechute.
L'acamprosate exerce une action antagoniste sélective sur les récepteurs à glutamate NMDA, ainsi qu'une modulation positive des récepteurs GABA-A. Son action cible donc les mêmes systèmes que ceux responsables de la sédation alcoolique. 
Cependant, le produit y agit de manière complexe et indirecte: on pense que les récepteurs GABA-A sont modulés par une inhibition des récepteurs GABA-B, ce qui distingue l'acamprosate des benzodiazépines, qui ciblent les sites GABA-A directement. L'action sur les récepteurs NMDA dépend de la dose consommée et des niveaux de glutamate endogène du patient. Chez un patient alcoolique, on observera naturellement de grandes concentrations de glutamate au sein du système nerveux, et le produit sera consommé en grande quantité. Dans ces conditions, l'acamprosate se comporte comme un antagoniste partiel. En des quantités plus réduites et/ou chez un patient non-alcoolique, le produit se comporte comme un agoniste.
Le produit augmente également la sécrétion naturelle de taurine. Dans le cadre de son indication, il parvient souvent à normaliser les cycles du sommeil du patient, en rétablissant des proportions habituelles de sommeil de stade 3 et de sommeil paradoxal.

### Pharmacocinétique
Le produit est absorbé très lentement avec un pic plasmatique atteint en 6h, ce chiffre élevé étant aussi expliqué par le fait que l'acamprosate est consommé sous forme de comprimé gastro-résistant,. La demi-vie d'élimination du produit se situe aux alentours de 30h.